# CA Paranaense
Club Athletico Paranaense, zkráceně Athletico Paranaense, CA Paranaense či Athletico-PR, je brazilský fotbalový klub sídlící ve městě Curitiba. Hraje na stadionu Arena da Baixada. Dresy jsou červeno-černé.

## Historie
Klub byl založen v roce 1924 sloučením International Football Club a América Futebol Clube.
Klub se dlouho jmenoval Clube Atlético Paranaense.
Tým byl mnohokrát mistrem státu Paraná. Mistrem Brazílie se stal jen jednou – v roce 2001. V letech 2005 a 2022 hrál tým finále Poháru osvoboditelů.

## Úspěchy
Regionální
- Campeonato Paranaense

Vítěz (25): 1925, 1929, 1930, 1934, 1936, 1940, 1943, 1945, 1949, 1958, 1970, 1982, 1983, 1985, 1988, 1990, 1998, 2000, 2001, 2002, 2005, 2009, 2016, 2018, 2019.
- Copa Paraná

Vítěz (2): 1998, 2003
Národní
- Campeonato Brasileiro Série A

Vítěz (1): 2001
- Copa do Brasil

Vítěz (1): 2019
- Seletiva Libertadores[1]

Vítěz (1): 1999
Mezinárodní
- Pohár osvoboditelů:

Finalista (2): 2005, 2022
- Copa Sudamericana

Vítěz (2): 2018, 2021
- J.League Cup / Copa Sudamericana Championship

Vítěz (1): 2019